# Andy Johnson (Fußballspieler, 1981)
Andrew „Andy“ Johnson (* 10. Februar 1981 in Bedford) ist ein ehemaliger englischer Fußballspieler. Der Stürmer absolvierte zwischen 2005 und 2007 acht Länderspiele für die englische A-Nationalmannschaft.

## Karriere

### Verein
Seine Karriere begann Johnson bei Birmingham City. 1997 stieß er zum Profikader des Clubs. Dort entwickelte er sich und hatte regelmäßige Einsatzzeiten. 2001 gelang mit Birmingham der Einzug in das Finale des League Cup gegen den Ligakonkurrenten FC Liverpool. Nach 90 Minuten und Verlängerung stand es 1:1 und das Elfmeterschießen musste entscheiden. Johnson verschoss den entscheidenden Strafstoß und die Blues mussten als Verlierer das Feld verlassen.
Nach nur noch wenigen Einsätzen in der Spielzeit 2001/02 entschied er sich zu einem Wechsel. Er wurde im Sommer 2002 in einem Tauschgeschäft für Clinton Morrison zu Crystal Palace transferiert. Am 26. Oktober 2006 gelang dem Stürmer ein Hattrick beim 5:0-Sieg über Brighton & Hove Albion. Schnell wurde er Leistungsträger und Publikumsliebling. In der Saison 2003/04 wurde Johnson mit 32 Treffern Toptorschütze in der damaligen englischen First Division (heute Football League Championship). Noch im November der gleichen Saison stand die Mannschaft auf dem 20. Platz in der Liga. Als Folge wurde Trainer Steve Kember entlassen und Iain Dowie eingestellt. Crystal Palace erreichte noch die Playoffs und stieg durch einen 1:0-Sieg gegen West Ham United in die Premier League auf.
In der Spielzeit 2004/05 war Johnson mit 21 Treffern der beste englische Torschütze und zweitbester in der Gesamtrechnung in der höchsten englischen Spielklasse. Trotz seiner Treffer stieg Crystal Palace ab. Viele Vereine waren nach dem Abstieg an Johnson interessiert; dennoch unterzeichnete dieser einen neuen Fünf-Jahres-Vertrag bei Crystal Palace. Nach einer weiteren Spielzeit in der zweiten Liga wechselte Johnson dann doch für 8,6 Millionen Pfund zum Premier-League-Klub FC Everton. Noch vor seinem Abgang wurde er in die Jahrhundert-Elf von Crystal Palace gewählt. Am 19. August 2006 erzielte er seinen ersten Treffer für den neuen Arbeitgeber. Weitere Tore folgten und er erkämpfte sich auf Anhieb einen Stammplatz. Am 6. November 2007 unterschrieb Johnsen einen neuen Fünf-Jahres-Vertrag. Nach einer durchwachsenen Saison 2007/08 wurden kritische Stimmen hörbar. Außerdem beeinflussten kleinere Verletzungen seine Leistung.
Im Sommer 2008 wechselte er zum FC Fulham. Die Ablöse soll bei 10,5 Millionen Pfund gelegen haben. Er war damit der neunte Zugang der „Cottagers“ für die Saison 2008/09.
Zur Saison 2012/13 wechselte Johnson zu Queens Park Rangers. Er unterschrieb bei den Super Hoops einen Zwei-Jahres-Vertrag bis zum 30. Juni 2014.

### Nationalmannschaft
Johnson war bereits für die U-21 England während der Junioren-Fußballweltmeisterschaft 1999 nominiert. Dort stand er neben Spielern wie Stuart Taylor, Ashley Cole, Peter Crouch und Matthew Etherington auf dem Feld. Alle drei Spiele der Vorrunde wurden damals verloren.
Nach der guten Leistung in der Saison 2004/05 vermehrten sich Aufrufe, die Johnson in der englischen Mannschaft sehen wollten. Nachdem er auch das Interesse der Polen weckte, sah sich Trainer Sven-Göran Eriksson gezwungen den Stürmer einzuladen. Am 9. Februar 2005 kam er gegen die Niederlande dann zu seinem Debüt in der Nationalmannschaft, als er in der 61. Minute gegen Wayne Rooney eingewechselt wurde. Bei einer Amerika-Tour im Sommer 2005 kam Johnson gegen die USA zu einem Einsatz über 90 Minuten. Für die Fußball-Weltmeisterschaft 2006 wurde er nicht nominiert. Allerdings stand er auf Abruf für den Fall, dass einer der Kollegen verletzungsbedingt ausgefallen wäre.
Mit Steve McClaren als neuem Trainer der Auswahlmannschaft wurde ihm zwischenzeitlich wieder mehr Beachtung geschenkt. McClaren setzte ihn in diversen Qualifikationsspielen zur Fußball-Europameisterschaft 2008 ein. Allerdings schaffte es das englische Team nicht, sich für die Endrunde in Österreich und der Schweiz zu qualifizieren.